# Herrschaft Glött
Die Herrschaft Glött, benannt nach dem Dorf Glött im heutigen Landkreis Dillingen an der Donau in Bayern, war eine Herrschaft im Heiligen Römischen Reich, die mit der Mediatisierung im Jahr 1806 an Bayern kam.

## Geschichte
Die Herrschaft Glött an der Glött wurde im 12. Jahrhundert als Sitz eines Adelsgeschlechts erstmals namentlich erwähnt. Im 14. Jahrhundert unterstand es den Herren von Knöringen, die Ministeriale der Markgrafen von Burgau waren. Im Jahr 1537 erwarb Anton Fugger (1493–1560) die Herrschaft Glött. Sein Sohn Hans Fugger (1531–1598) erbte die Herrschaften Glött, Kirchheim, Burg Stettenfels und Duttenstein. Der Urenkel Anton Fuggers, Johann Ernst, begründete die noch bestehende Linie Fugger-Glött.
Der Ort Glött wurde Sitz der Herrschaft der Reichsgrafen Fugger-Glött mit den Orten Baumgarten, Dürrlauingen, Glött (einschließlich der Güter in Glöttweiler), Hafenhofen, Windhausen und Winterbach. Den Fugger gelang es das Lehen zu einem Allod zu machen. Sie errichteten in Glött ein Amt zur Verwaltung ihrer Herrschaft, das als Ober- bzw. Pflegamt bezeichnet wurde.
Auf Grund der Rheinbundakte 1806 kam die Herrschaft im Rahmen der Mediatisierung zum Königreich Bayern. „Am Ende des 18. Jahrhunderts hatten die Fugger-Glött die 1537 erworbene Herrschaft Glött und die Herrschaften Hilgartsberg, Oberndorf am Lech und Ellgau.“